# Episodi di Al di qua del paradiso (terza stagione)
La terza stagione della serie televisiva Al di qua del paradiso è stata trasmessa in anteprima in Germania dalla ZDF tra il 15 febbraio 1992 e il 9 maggio 1992.
| nº      | Titolo originale                                                     | Titolo italiano | Prima TV Germania | Prima TV Italia |
| ------- | -------------------------------------------------------------------- | --------------- | ----------------- | --------------- |
| Special | Das größte Fest des Jahres - Weihnachten bei unseren Fernsehfamilien |                 | 26 dicembre 1991  |                 |
| 1       | Der hoffnungslose Fall                                               |                 | 15 febbraio 1992  |                 |
| 2       | Das salomonische Urteil                                              |                 | 22 febbraio 1992  |                 |
| 3       | Der lustige Tag                                                      |                 | 29 febbraio 1992  |                 |
| 4       | Die armen Teufel                                                     |                 | 7 marzo 1992      |                 |
| 5       | Die letzte Chance                                                    |                 | 14 marzo 1992     |                 |
| 6       | Die bunten Pillen                                                    |                 | 21 marzo 1992     |                 |
| 7       | Die verirrten Schafe                                                 |                 | 28 marzo 1992     |                 |
| 8       | Die halbe Million                                                    |                 | 4 aprile 1992     |                 |
| 9       | Das arme Rotkäppchen                                                 |                 | 11 aprile 1992    |                 |
| 10      | Das schleichende Gift                                                |                 | 18 aprile 1992    |                 |
| 11      | Die verbotene Liebe                                                  |                 | 25 aprile 1992    |                 |
| 12      | Der einzige Mensch                                                   |                 | 2 maggio 1992     |                 |
| 13      | Die große Überraschung                                               |                 | 9 maggio 1992     |                 |